# Carballido (Lugo)
Carballido (llamada oficialmente San Martiño de Carballido) es una parroquia y una aldea española del municipio de Lugo, en la provincia de Lugo, Galicia.

## Organización territorial
La parroquia está formada por ocho entidades de población, constando siete de ellas en el anexo del decreto en el que se aprobó la actual denominación oficial de las entidades de población de la provincia de Lugo:
- As Regas
- Carballido
- Casas da Viña (As Casas da Viña)
- Fazai
- Manzoi
- O Pondelo
- Santa Leocadia (Santa Locaia)
- Vilar Queimado

## Demografía

### Parroquia
| Gráfica de evolución demográfica de Carballido (parroquia) entre 2000 y 2020 |
|                                                                              |
| Datos según el nomenclátor publicado por el INE.                             |

### Aldea
| Gráfica de evolución demográfica de Carballido (aldea) entre 2000 y 2020 |
|                                                                          |
| Datos según el nomenclátor publicado por el INE.                         |

## Entorno natural
Las tierras de Carballido están integradas en el coto de caza Carballido - Bóveda, en el que todavía se puede se puede cazar la perdiz roja en estado natural, aunque en escaso número. También es destacable la población de conejos debido a los biotopos instalados por la directiva y socios. Por otra parte, en los últimos veinte años se observa un gran incremento de las poblaciones de corzo y jabalí por motivos de expansión natural generalizada de las especies. Este último provoca quejas de los agricultores por los daños que causa en los prados, maizales y tierras de labor.
El agua es abundante en toda la parroquia, aunque los ríos existentes son pequeños, básicamente destinados al riego y sin aprovechamiento para la pesca. 
Los montes suelen estar destinados a plantaciones de pinos, aunque también existen extensiones de bosques de especies autóctonas (castaño, roble, etc.), y las cuatro aldeas existentes conservan su estructura viaria tradicional, pues tampoco ha existido crecimiento ni aumento de las edificaciones existentes, salvo el caso de algunas viviendas aisladas.

## Actividades económicas
Hoy en día (año 2011) la población de la parroquia sigue muy ligada a las labores agrícolas de autosuficiencia y ganaderas para la producción de leche destinada a la venta a centrales lecheras. Sin embargo, en los últimos treinta años el abandono del campo se ha hecho notar, pues la gente mayor se ha ido jubilando y vive de sus pensiones públicas, sin que los jóvenes hayan tomado el relevo con decisión y el empleo de nuevas técnologías para el campo, lo cual ha producido la disminución drástica de las explotaciones familiares existentes, y una importantísima reducción de la superficie de suelo destinado a cultivo, que se ha ido sustituyendo por el aumento de terrenos destinados a pinares (ni siquiera a especies autóctonas caducifolias, como podría ser el castaño o el roble). Sin aumentar la población, se ha notado un aumento en el número de residentes que, en lugar de desarrollar y explotar las propiedades familiares, han optado por conseguir un empleo por cuenta ajena fuera del pueblo, y aún del ayuntamiento, pero manteniendo los vínculos con la casa familiar, o incluso residiendo en el pueblo. Son muy pocos los que han establecido algún tipo de empresa por cuenta propia, hasta el punto de que en toda la parroquia no hay ni un bar ni una cantina.

### La aldea de Carballido
El pueblo de Carballido es una pequeña aldea que en la actualidad consta de cuatro casas, y a la que se llega desde la carretera LU-530 de Lugo a Fonsagrada, km. 7. De ellas, una es la Casa Rectoral donde vivía el párroco D. Daniel Varela. Durante muchos años vivieron en la misma casa sus padres José y Pilar hasta que fallecieron. La casa rectoral es de amplia planta, tiene huerta y terrenos aledaños. Construida en granito y tejado de pizarra del país.
Junto a la casa rectoral está la iglesia parroquial de San Martín de Carballido. Tiene una sola nave, con una pequeña capilla lateral dedicada a la virgen María. Hace unos años era habitual encontrarse numerosos exvotos de cera dedicados a la Virgen en petición o agradecimiento por la sanidad de una persona o un animal. Así se veían figuras con forma de pie, de mano, de cabeza, de vaca o de cerdo. La fachada es de granito, y coronada por un campanario sencillo. La cruz que remataba el campanario fue abatida por un rayo, y por eso en la actualidad solo se encuentra partida la bola de piedra que hacía de pedestal de la cruz.
En el interior se encuentra un antiguo púlpito para oradores sostenido por una pilastra de piedra, y tras el altar, un rico retablo de madera policromada con la imagen principal de San Martín, flanqueada por San Roque, Satiago Apóstol y San Antonio. Tras el retablo se encuentra la sacristía.
Hasta los años 80 la afluencia dominical de vecinos esa masiva, desplazándose desde las aldeas vecinas a pie. Hoy en día casi nadie se acerca andando a la iglesia, sino que los fieles llegan en vehículos.

### Casa de Herdeiro
Construida en cantería, con patio y una amplia era, que conserva un clásico aire tradicional del campo de Galicia. Asimismo dispone de un moderno establo separado de la casa. Dicha casa fue de las primeras en emplear medios mecánicos en la parroquia, y dispone de amplias propiedades, todas cercanas al pueblo. En el Catastro del Marqués de la Ensenada de 1754 ya existen referencias a la casa de Herdeiro, si bien referidas a su entonces cabeza de familia, Juan Rodríguez, hijo de Pedro Rodríguez.

### Casa de Pita
Es una casa grande de aspecto señorial y bien cuidada, con sólidas paredes de cantería bien aplomadas y gran tejado de pizarra del país, rodeada de espaciosos y bien arreglados jardines de tipo francés. Constan de pradera de césped y un campo de minigolf muy cuidado, y árboles frutales y de hoja caduca a su alrededor, todo ello cerrado por muro de piedra y cancillas de hierro fundido. Según el catastro del marqués de la Ensenada, la casa y demás fincas pertenecientes a la misma pertenecían a D. Manuel Díaz de Estúa y familia.
Los terrenos pertenecientes a la Casa de Pita están dedicados a explotación forestal. Pueden encontrarse especies coníferas como el pino radiata, pseudosuga o pino de Oregón, ciprés, pinus pinaster; y otras extensiones de bosque caducifolio, como castaño, roble del país, roble americano, chopo, abedul, aliso y nogal.

### Casa de Sampayo
Se encuentra en el camino vecinal que desde la carretera LU-530 lleva hasta la iglesia. Es una casa de planta modesta, y consta de planta baja y alta, con una era detrás de la casa y finca de labor junto a la casa.